# Sauveterre-de-Guyenne
Sauveterre-de-Guyenne é uma comuna francesa na região administrativa da Nova Aquitânia, no departamento da Gironda. Estende-se por uma área de 31,76 km². Em 2010 a comuna tinha 1 842 habitantes (densidade: 58 hab./km²).